# Latający Ślązak

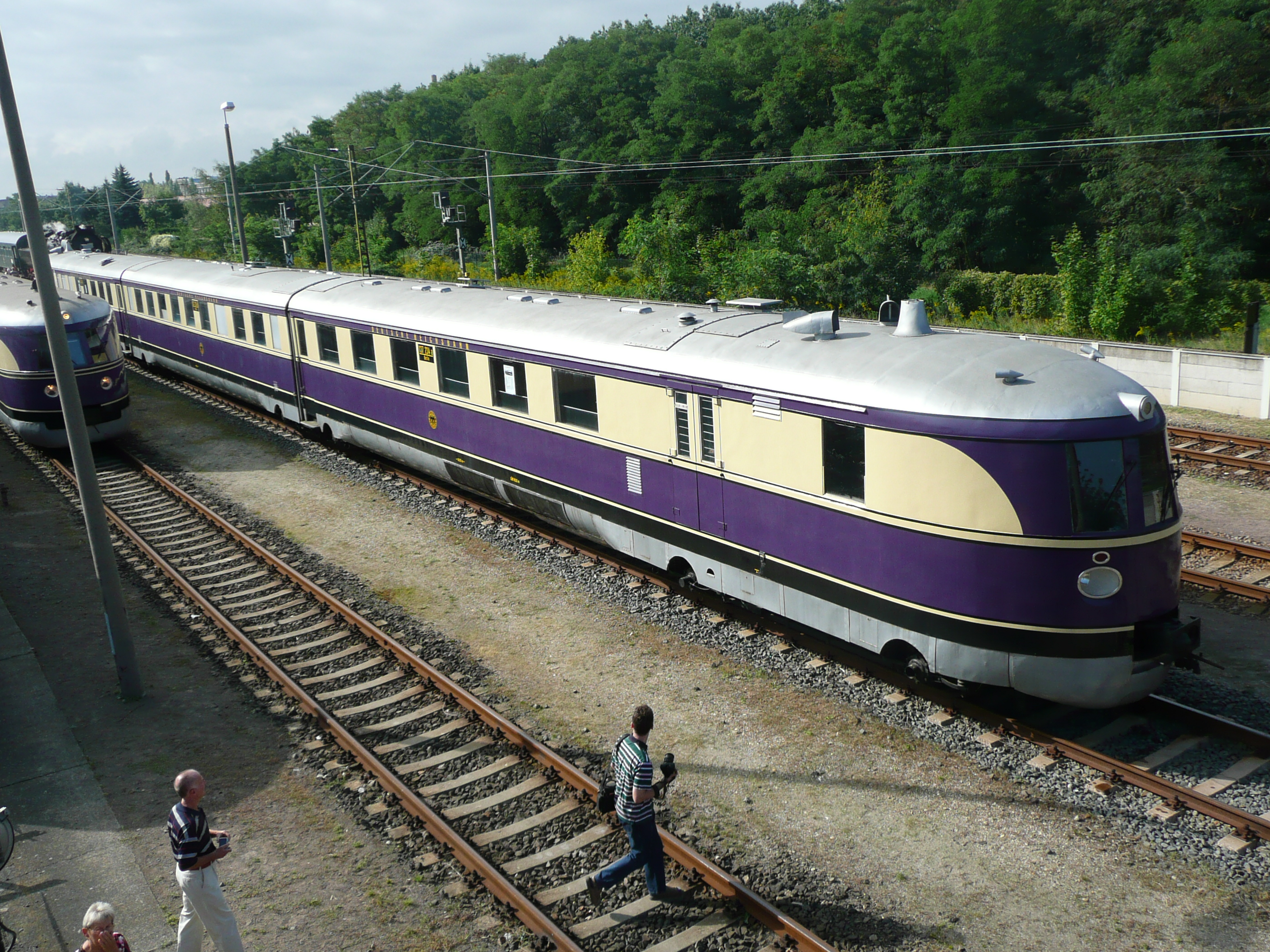
Odrestaurowany skład SVT 137 Leipzig

Latający Ślązak (niem. Fliegender Schlesier, śl. Furgajōncy Pierōn) – nazwa ekspresowego połączenia kolejowego, łączącego od maja 1936 do sierpnia 1939 Berlin z najważniejszymi miastami Śląska znajdującymi się w granicach Niemiec.

## Historia
W latach 30. XX wieku koleje europejskie coraz silniej odczuwały konkurencję dynamicznie rozwijającego się lotnictwa pasażerskiego i motoryzacji. Zastosowanie silnika spalinowego do napędu wagonów silnikowych i aerodynamiczne ukształtowanie nadwozi otworzyły możliwość wprowadzenia nowej jakości w połączeniach lokalnych i dalekobieżnych – zaczęto budować stosunkowo lekkie pojazdy szynowe, dysponujące wysoką dynamiką i rozwijające duże prędkości. Pierwsze w Niemczech ekspresowe połączenie z zastosowaniem trakcji spalinowej uruchomiono pomiędzy Berlinem a Hamburgiem (Fliegender Hamburger – „Latający Hamburczyk”, zob. Baureihe 877) w 1935 r. Wkrótce sieć tzw. „latających” pociągów, rozwijających prędkość 160 km/h, objęła wszystkie większe ośrodki Niemiec.
Połączenie Berlina ze Śląskiem trakcją spalinową uruchomiono 15 maja 1936. Linię obsługiwały trójczłonowe wagony spalinowe typu Leipzig zbudowane w zakładach Linke-Hofmann Werke we Wrocławiu (seria SVT137 Deutsche Reichsbahn). Pociąg początkowo kursował ze stacji Berlin Schlesischer Bahnhof, a od 1937 ze stacji Berlin-Charlottenburg. Podróż do stacji końcowej w Bytomiu trwała 4 godziny 25 minut (około 510 km).
Trasa przejazdu wiodła przez: Fürstenwalde/Spree, Frankfurt nad Odrą, Guben, Lubsko, Jasień, Żagań, Wierzbową Śląską, Rokitki, Legnicę, Środę Śląską, Wrocław, Oławę, Brzeg, Opole, Kędzierzyn, Gliwice. Po opuszczeniu Berlina, pociąg zatrzymywał się jedynie na stacjach: Wrocław, Opole, Kędzierzyn-Koźle i Gliwice. Średnia prędkość przejazdu wynosiła 128 km/h, przy maksymalnej 160 km/h. Z racji prędkości osiąganej przez pociąg Ślązacy nazywali go Furgajōncy Pierōn – „Latającym Pieronem”. „Latający Ślązak” był ofertą dostępną dla szeroko pojętej klasy średniej – m.in. przedsiębiorców i urzędników, zespół trakcyjny oferował miejsca 2 i 3 klasy i skromny bufet. Godziny odjazdu były dopasowane tak, by dotrzeć do stolicy Rzeszy rano w godzinach rozpoczynania pracy urzędów i powrócić na Śląsk tego samego dnia wieczorem. Ostatni raz pociąg wyjechał na tory 21 sierpnia 1939. Później wszystkie wagony motorowe zostały zajęte przez armię.
„Latający Ślązak” po przyjeździe do Bytomia był kierowany do specjalnie wybudowanej dla niego hali postojowej, obecnie już nieistniejącej.
W 2022 pociąg ekspresowy na pokonanie zbliżonej trasy Katowice – Berlin potrzebuje 6 godzin i 31 minut.
Dla porównania, w późnych latach 30. XX wieku ekspresowe pociągi parowe oferujące wyższy komfort jazdy (w ich składach były wagony 1 klasy i wagon restauracyjny) pokonywały podobną trasę w czasie ok. 5–6 godzin przy prędkości maksymalnej 140 km/h i były prowadzone opływowymi parowozami serii 01.10 lub 03.10.
W 2019 r. elektryczny zespół trakcyjny należący do samorządu województwa opolskiego pobił rekord czasu przejazdu Latającego Ślązaka na odcinku Opole-Wrocław, który wynosił 39 minut i pokonał trasę w 36 minut.

## Konstrukcja
Skład był tworzony przez trzy wagony, pomiędzy nimi zastosowano wspólne wózki systemu Jakobsa, natomiast na końcach wagonów znajdowały się wózki dwuosiowe. Każdy wózek skrajny posiadał zabudowany silnik wysokoprężny V12 Maybach GO 5 o mocy 302kW a następnie 442kW osiąganej przy 1400 obr./min sprzężony z prądnicą.

## Rozkład jazdy
Berlin – Bytom
- Berlin Charlottenburg – / 19:51
- Berlin Zoolog. Garten – / 19:59
- Berlin Friedrichstraße – / 20:10
- Berlin Schlesischer Bf. – / 20:20
- Breslau Hbf 22:54 / 22:57
- Oppeln Hbf 23:36 / 23:38
- Heydebreck O.S. 23:58/ 00:00
- Gleiwitz Hbf 00:20 / 00:21
- Beuthen O.S. 00:37

Bytom – Berlin
- Beuthen O.S. – / 05:18
- Gleiwitz Hbf 05.33 / 05:34
- Heydebreck O.S. 05:54 / 05:55
- Oppeln Hbf 06:15 / 06:16
- Breslau Hbf 06:58 / 07:01
- Berlin Schlesischer Bf. 09:42 / –
- Berlin Friedrichstraße 09:51 / –
- Berlin Zoolog. Garten 10:01 / –
- Berlin Charlottenburg 10:08 / –

## Analogiczne połączenia
Oprócz Latającego Ślązaka w Niemczech uruchomiono podobne ekspresowe połączenia między Berlinem a Hamburgiem (Fliegender Hamburger) oraz Berlinem a Kolonią (Fliegender Kölner). Pociągi kategorii FD uruchamiano od grudnia 1932, a ich kursowanie miało w znacznej mierze wydźwięk propagandowy, w związku z czym nie liczono się z rachunkiem ekonomicznym (mała pojemność składów powodowała niskie wpływy przy stałych, wysokich kosztach eksploatacyjnych). Od 1934 DR projektowało uruchomienie w maju 1935 podobnego pociągu relacji Berlin - Królewiec przez polskie Pomorze, jednakże strona polska odrzuciła tę propozycję, motywując to zarówno niemieckimi zaległościami płatniczymi, jak i faktem, że eksploatacja tego połączenia niemieckim taborem byłaby ustępstwem politycznym na rzecz Niemiec. Polskie MSZ rozważało jednak przy tym jednocześnie możliwość uruchomienia przez Prusy Wschodnie luxtorped na trasie Warszawa - Gdynia.